# Notre-Dame-du-Touchet
Notre-Dame-du-Touchet era una comuna francesa situada en el departamento de Mancha, de la región de Normandía, que el 1 de enero de 2016 pasó a ser una comuna delegada de la comuna nueva de Mortain-Bocage al fusionarse con las comunas de Bion, Mortain, Saint-Jean-du-Corail y Villechien.

## Demografía
| Gráfica de evolución demográfica de Notre-Dame-du-Touchet entre 1800 y 2014 |
|                                                                             |

Los datos demográficos contemplados en este gráfico de la comuna de Notre-Dame-du-Touchet se han cogido de 1800 a 1999 de la página francesa EHESS/Cassini, y los demás datos de la página del INSEE.